# Потічник (мох)
Потічник (Hygrohypnum) — рід мохів родини Amblystegiaceae.
Рід поширений у Євразії, Північній і Південній Америках.
Види:
- Hygrohypnum caussequei
- Hygrohypnum closteri
- Hygrohypnum coreanum
- Hygrohypnum fontinaloides
- †Hygrohypnum lignitum
- Hygrohypnum luridum
- Hygrohypnum nairii
- Hygrohypnum styriacum
- †Hygrohypnum taramellianum